# Balderup
Balderup er en herregård, der ligger på et plateau over den lille skånske landsby Arild umiddelbart vest for herregården Stubbarp, på Kullen i Höganäs kommune. Hovedbygningen er tegnet af den danske arkitekt Kristoffer Varming og opførtes af det svenske Riksdagsmedlem John Olsson i årene 1905-1906.
Bygningen er opført i røde teglsten med valmtag og præget af arkitektoniske detaljer i hvide kalksten. Ejendommen omfattede oprindeligt 50 hektar, som blev opnået ved sammenlægning af arealerne, der tidligere havde været under Flundarp, Bräcke og Eleshult. Olsson indrettede 11 drivhuse og en park på 5 ha, der er berømt for de omfattende rododendronbuske, roser, eksotiske træer og vækster.